# Shibataea kumasasa
Shibataea kumasasa är en gräsart som först beskrevs av Ernst Gottlieb von Steudel, och fick sitt nu gällande namn av Tomitaro Makino. Shibataea kumasasa ingår i släktet Shibataea och familjen gräs. Inga underarter finns listade i Catalogue of Life.

## Bildgalleri

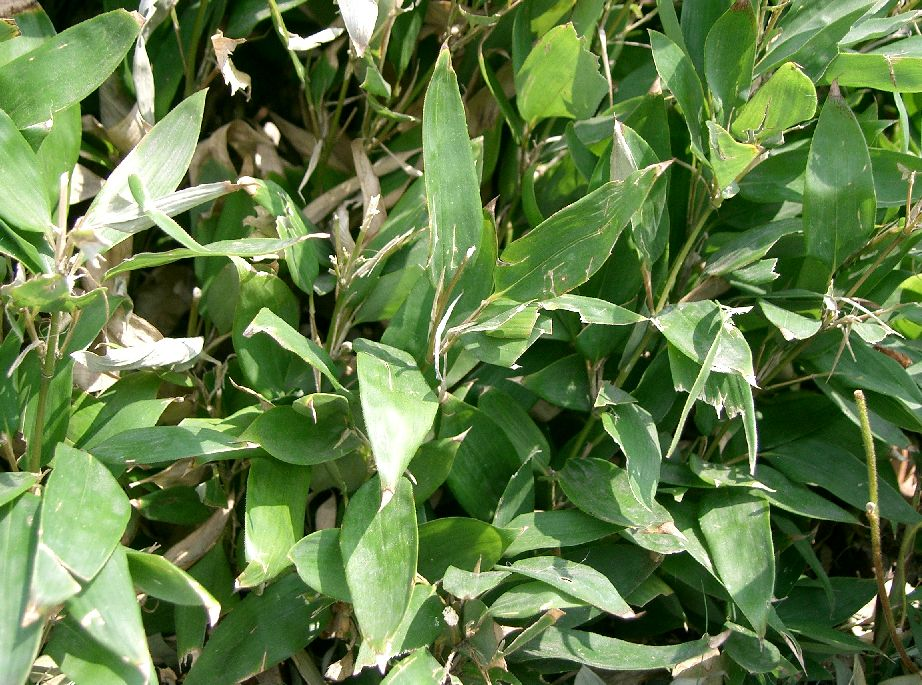
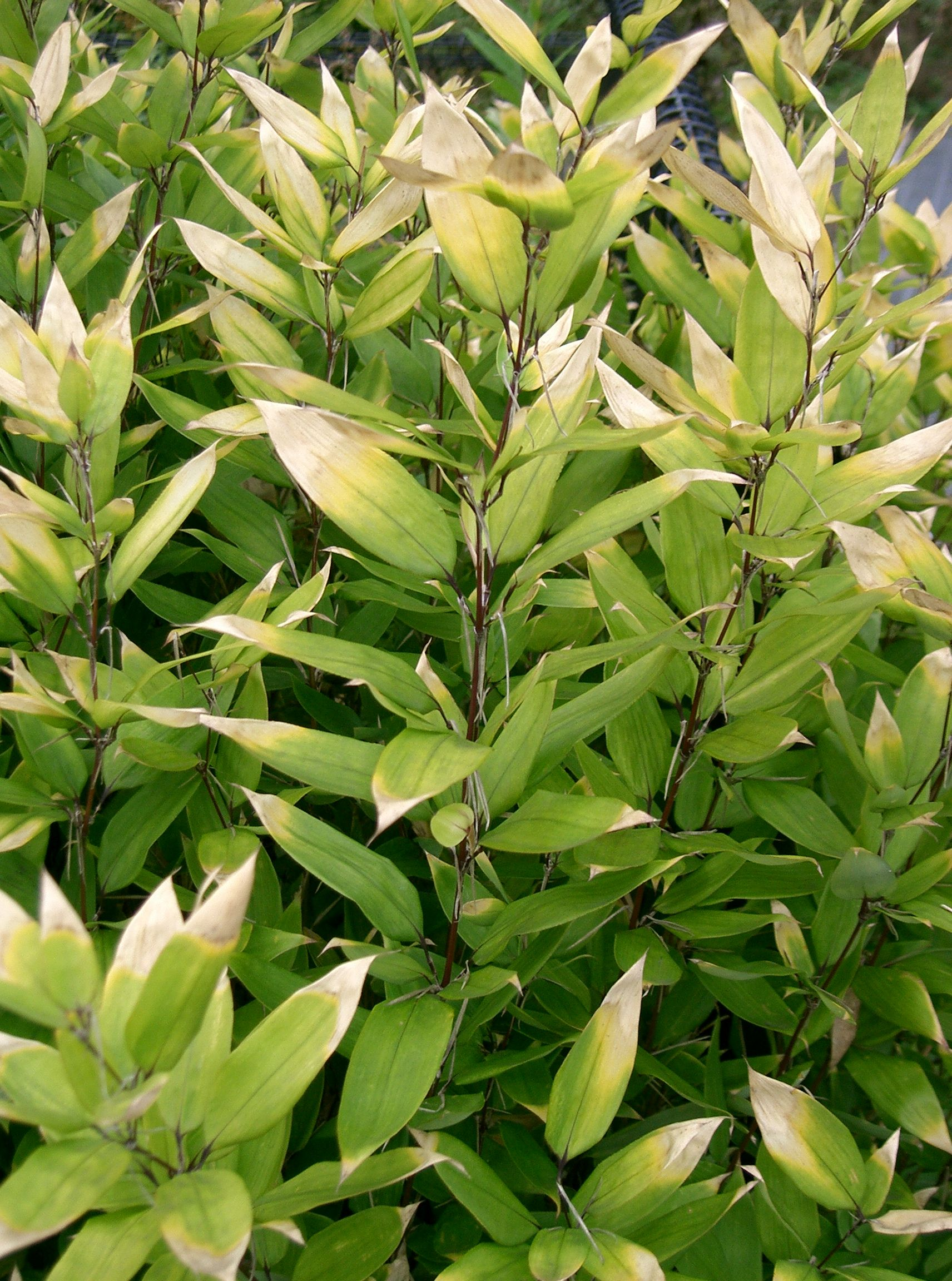
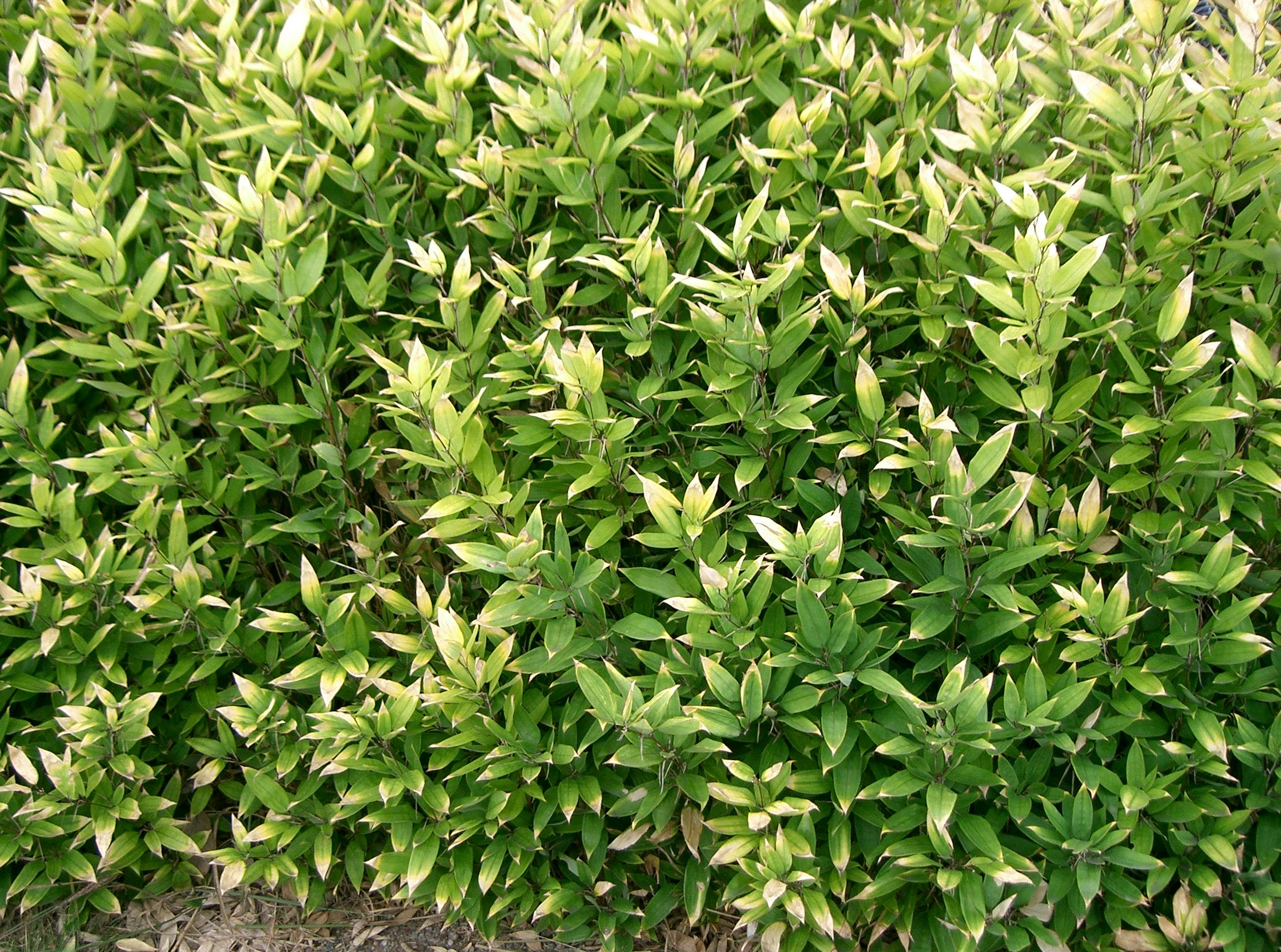
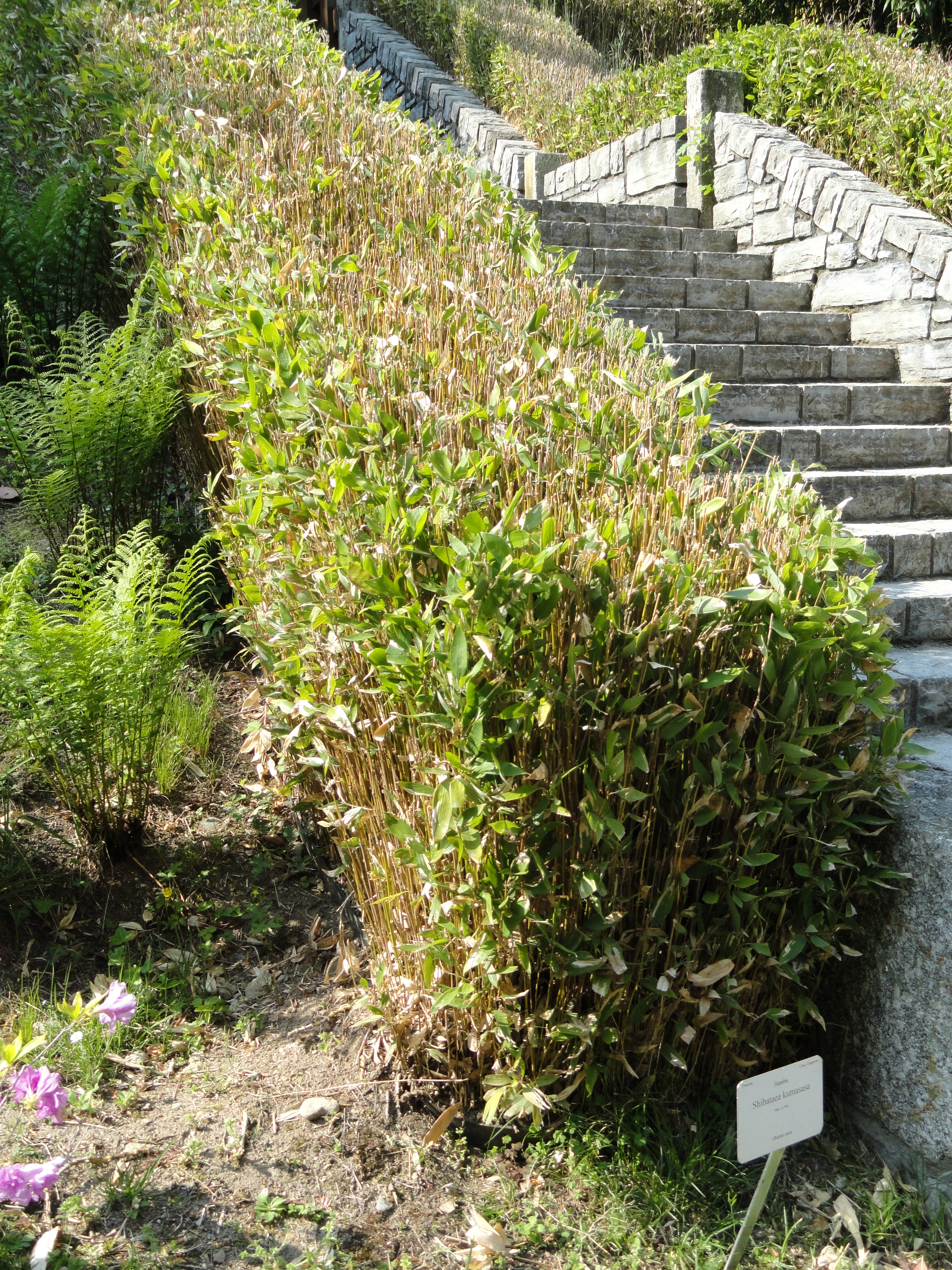
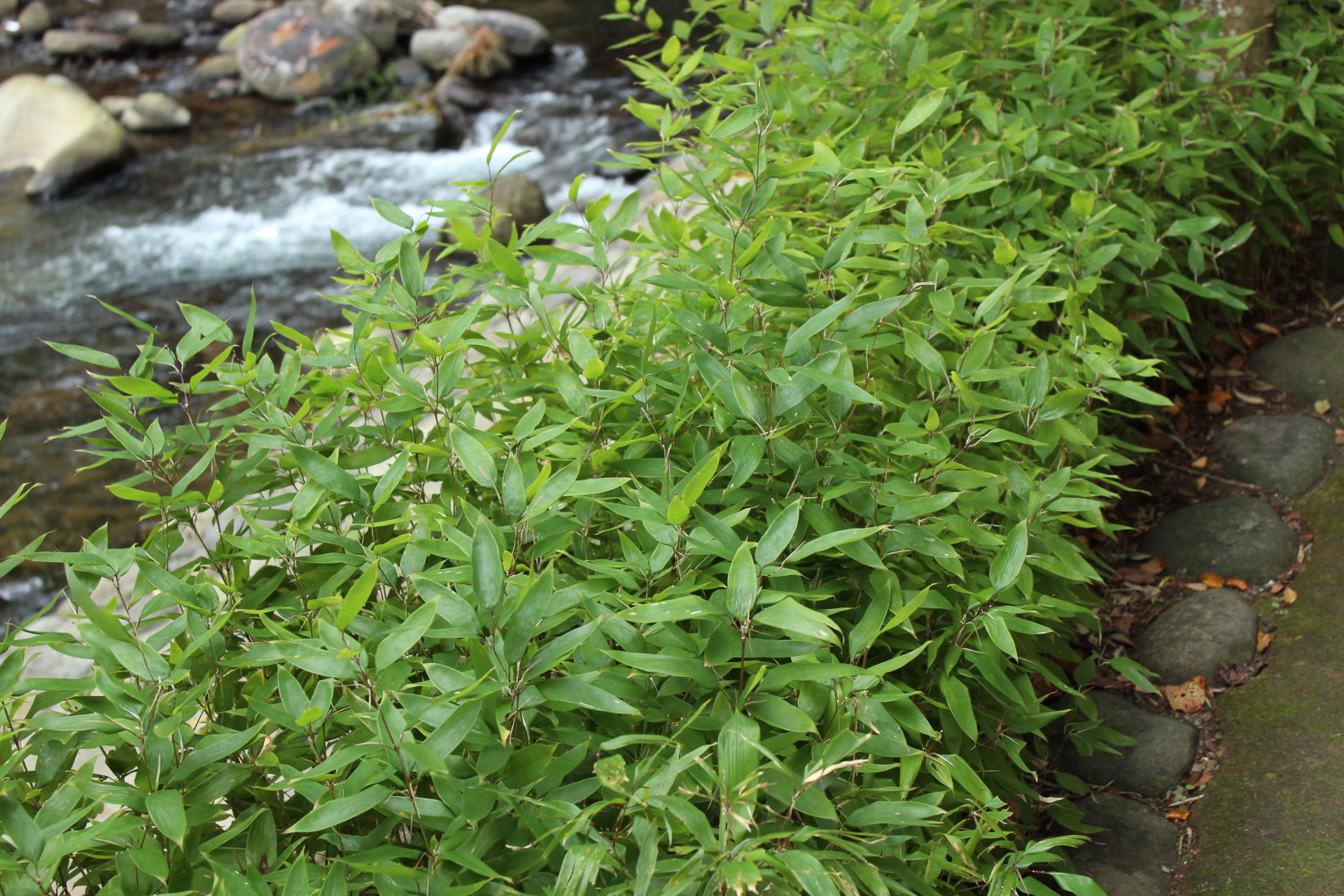